# Piękni i przeklęci
Piękni i przeklęci (ang. The Beautiful and Damned) – powieść Francisa S. Fitzgeralda z 1922 roku.

## Fabuła
Anthony Patch jest młodzieńcem z dobrej rodziny, wnukiem majora walczącego na froncie wojny secesyjnej oraz milionera, a w późniejszym wieku działacza na rzecz nawracania bliźnich. W roku 1913 Anthony poznaje Glorię Gilbert, z którą później się żeni. Z pozoru małżeństwo wydaje się mieć wszystko czego można zapragnąć – są bogaci i młodzi, należący do wyższych sfer, z perspektywami na przyszłość. W rzeczywistości jednak w ich małżeństwo wkrada się nuda, pospolitość, uczucia wygasają, a młodość przemija, wreszcie pogrążają się w nałogu alkoholowym i wzajemnej nienawiści.
Główną osią fabuły, poza miłością Anthony'ego i Glorii, jest walka o spadek Adama Patcha, który przed śmiercią zmienił testament widząc pijanego wnuka. W ostateczności Gloria wygrywa proces i odzyskuje pieniądze, lecz wówczas jej mąż popadł już w chorobę psychiczną.
Inne wątki powieści to kariera pisarska Richarda Caramela i filmowa Bloeckamana, życie towarzyskie przed i w czasie I wojny światowej.

## Wątki autobiograficzne
Powieść zawiera wiele wątków autobiograficznych autora i jego żony, Zeldy. Część wydarzeń ze swojego życia uprzedził w swej powieści. Do postaci wzorowanych na autorze należą główny bohater Anthony oraz Richard Caramel, a do wzorowanych na Zeldzie – Gloria i Kropeczka.
- Francis Scott Fitzgerald, podobnie jak Anthony, został wysłany na szkolenia wojskowe, lecz nie wysłano go na front, gdyż wojna się skończyła.
- Zelda nawiązała romans z Francisem jeszcze w czasie, gdy ten służył w wojsku. Podobny romans ma Anthony z Kropeczką.
- Zarówno Zelda jak i Francis pogłębiali się w nałogu alkoholowym, podobnie jak Anthony i Gloria.
- Richard Caramel po napisaniu pierwszej dobrej powieści pisał dalej z przymusu, by zarobić. Ostatecznie zaczął pisać powieści z dużą dozą akcji, by móc je sprzedać do Hollywood. Podobną karierę zrobił później Francis.
- Anthony popada ostatecznie w chorobę psychiczną. W rzeczywistości to u Zeldy wykryto później schizofrenię.
- Główny bohater jest bohaterem licznych afer towarzyskich, tak samo jak Francis.

## Czas i miejsce akcji
Akcja powieści toczy się w początkach XX wieku w różnych miejscach w USA.

## Bohaterowie
- Anthony Patch – urodzony w 1888 roku, bogaty młodzieniec z dobrej rodziny, później alkoholik.
- Gloria Gilbert – żona Anthony'ego, również z dobrej rodziny, posiada wyjątkową urodę.
- Maury Nobel – przyjaciel Anthony'ego, później się od niego odwraca.
- Richard Caramel – rozwijający się na kartach powieści pisarz, przyjaciel Anthony'ego.
- John Bloeckman – później zmienia nazwisko na Black, kochający Glorię, zrobił karierę w filmie.
- Muriel – przyjaciółka Glorii, jedna z najwierniejszych.
- Kropeczka – na imię jej Dorothy, kochanka Anthony'ego, w którym się później naprawdę zakochała.
- Adam Patch – dziadek Anthony'ego, wielki moralista.
- Rodzice Glorii – matka jest surową i martwi się o przyszłość córki, ojciec jest pantoflarzem, umierają w czasie trwania małżeństwa Glorii.

## Dedykacja
Na wstępie powieści autor pisze najpierw motto powieści – Zwycięzca staje się niewolnikiem swych łupów (słowa bohatera powieści, Anthony'ego Patcha), a następnie pisze dedykację – Shane'owi Leslie, George'owi Jeanowi Nathanowi, Maxwellowi Perkinsowi – podziękowanie za pomoc i słowa otuchy.